# 망고 항공
망고 항공(영어: Mango)은 남아프리카공화국의 저비용 항공사로 허브 공항으로는 O. R. 탐보 국제공항을 사용하고 있다.

## 보유 기종
- 2017년 11월 기준으로 망고 항공은 다음과 같이 보유하고 있다.[1]

## 같이 보기
- 쿨룰라 에어